# Морковный сок

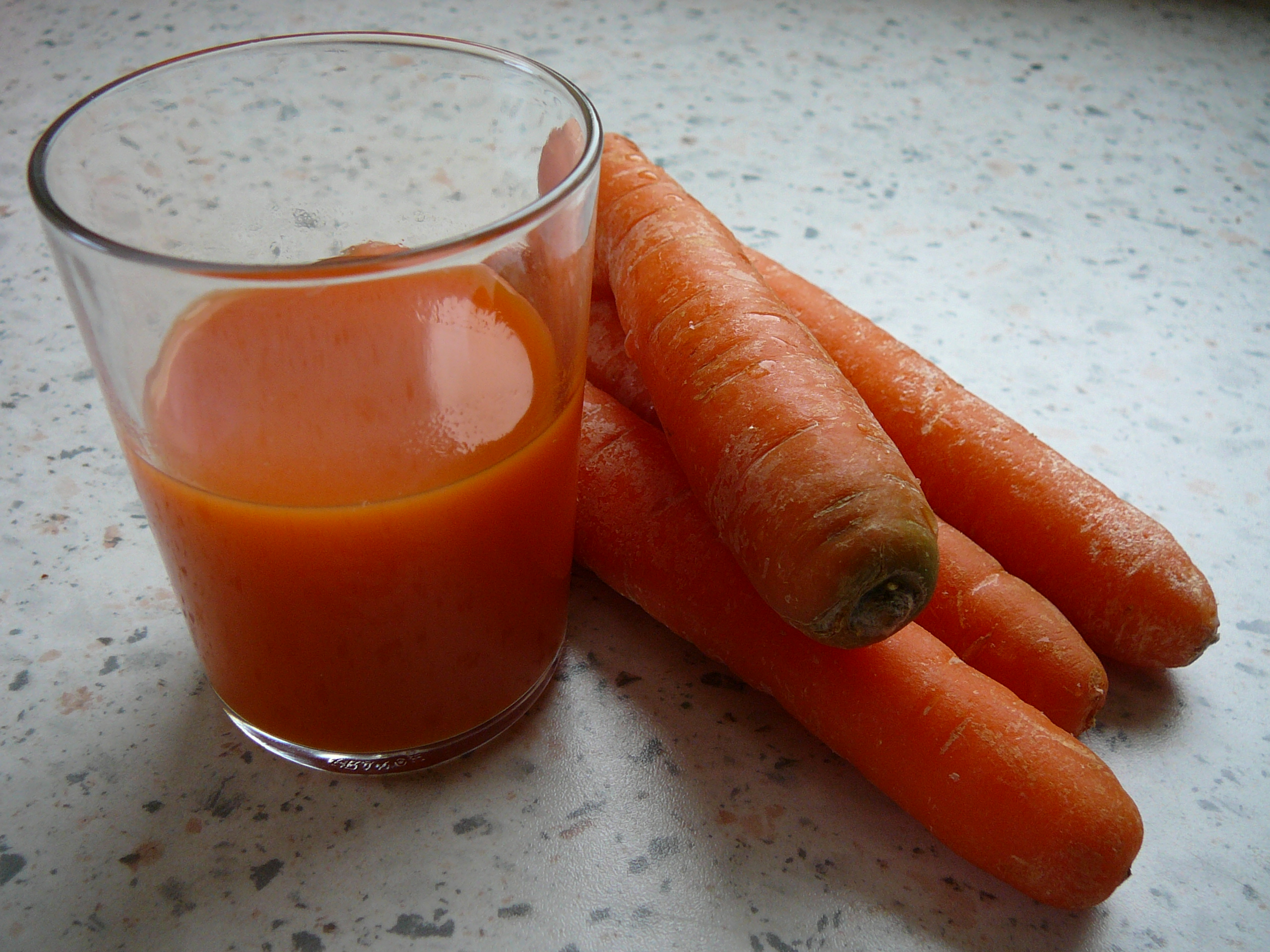
Морковный сок

Морковный сок — овощной сок, получаемый из моркови.

## Состав
Морковный сок особенно богат β-каротином, источником витамина А, но также содержит много витаминов группы B, особенно фолиевой кислоты, и много минералов, включая кальций, медь, магний, калий, фосфор и железо.

## Промышленное производство
Очищенные от примесей земли и песка корнеплоды сортируют по качеству от дефектных корней и последовательно промывают в лопастной и барабанной моечных машинах, чтобы удалить все видимые загрязнения с поверхности плодов и тем самым предотвратить заражение готового продукта микроорганизмами, в том числе возбудителями ботулизма. У промытой моркови на конвейере триммерами удаляют концы и затем очищают от кожуры в паротермическом агрегате. Пар под давлением 0,5—0,8 мПа при температуре 150—169 °C вызывает изменение химических веществ в поверхностных слоях, прилегающих к кожуре, в частности вызывая гидролиз протопектина и его переход в растворимый пектин и разрушение срединных пластинок, что приводит к отслаиванию кожуры. Кожуру с моркови также счищают химическим способом — в кипящем растворе щёлочи. Затем морковную массу дробят и отжимают из неё сок в экстракторе или фильтрующих центрифугах, деарируют, подогревают до 90 °C, фасуют в тару, укупоривают и стерилизуют при температуре 120 °C.

## Риски для здоровья
Как и многие продукты, богатые бета-каротином, морковный сок в избыточном объёме может привести к пожелтению кожи — каротинодермии.